# Lago del Gran San Bernardo
Il lago del Gran San Bernardo (lac du Grand Saint-Bernard in francese, lacque dou Gran San Bernard in dialetto valdostano) è un lago diviso tra Italia e Svizzera.

## Geografia fisica
Il lago occupa una conca denominata Piano di Giove al centro del Colle del Gran San Bernardo.
È diviso tra il comune italiano di Saint-Rhémy-en-Bosses (Valle d'Aosta) e quello svizzero di Bourg-Saint-Pierre (Vallese).
All'Italia appartiene la parte meridionale del lago, alla Svizzera la parte centro-settentrionale. Il lago fa parte del bacino idrografico della Valle d'Aosta, infatti l'emissario confluisce più a valle nel torrente Artanavaz.

## Galleria d'immagini

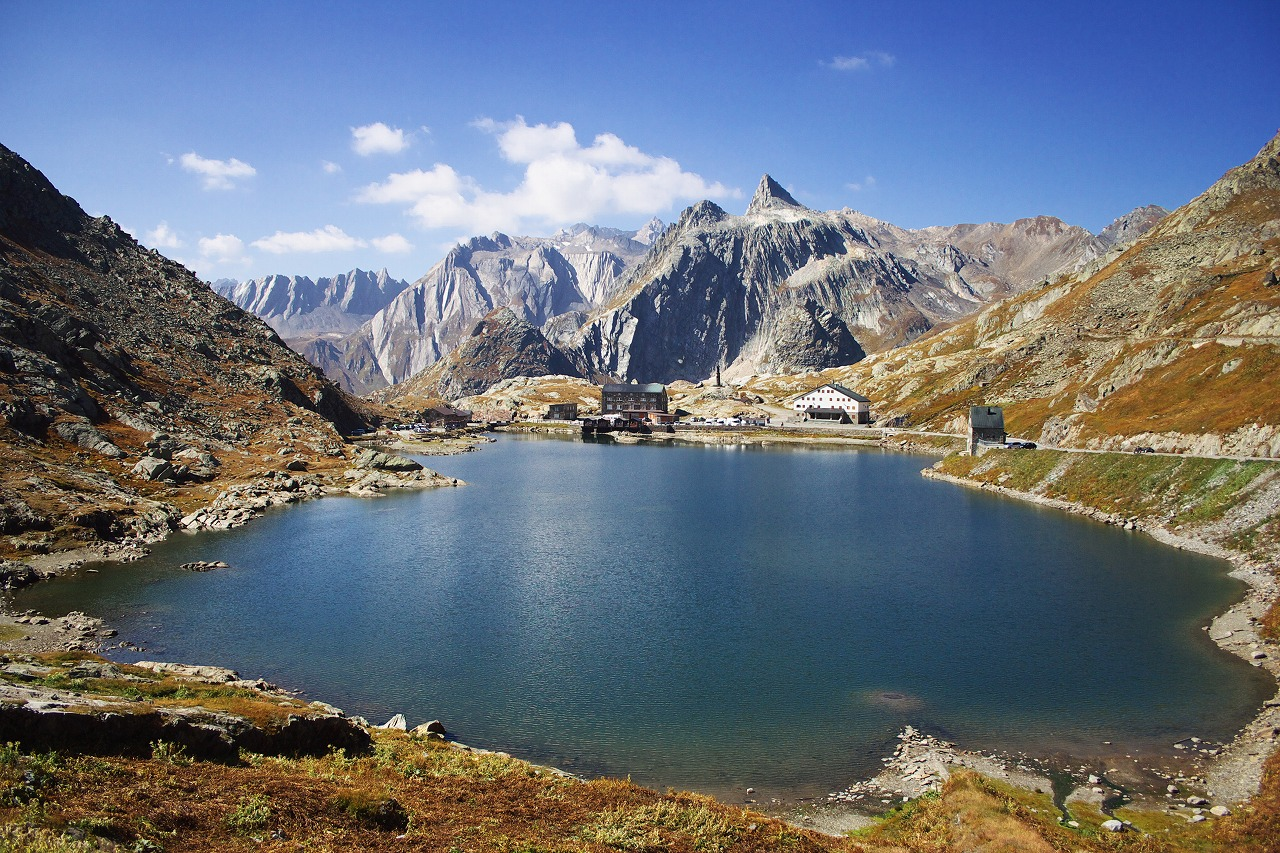
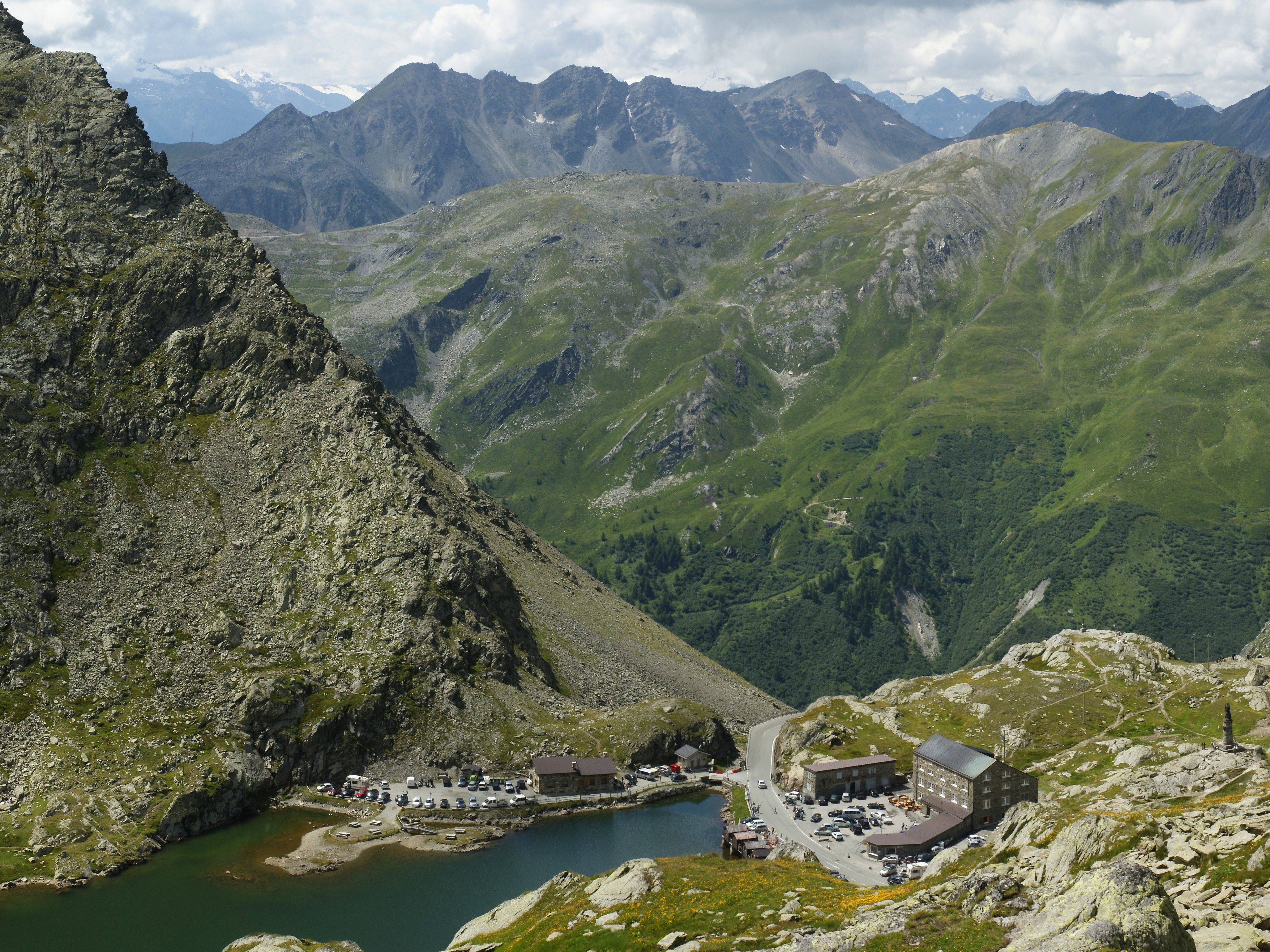
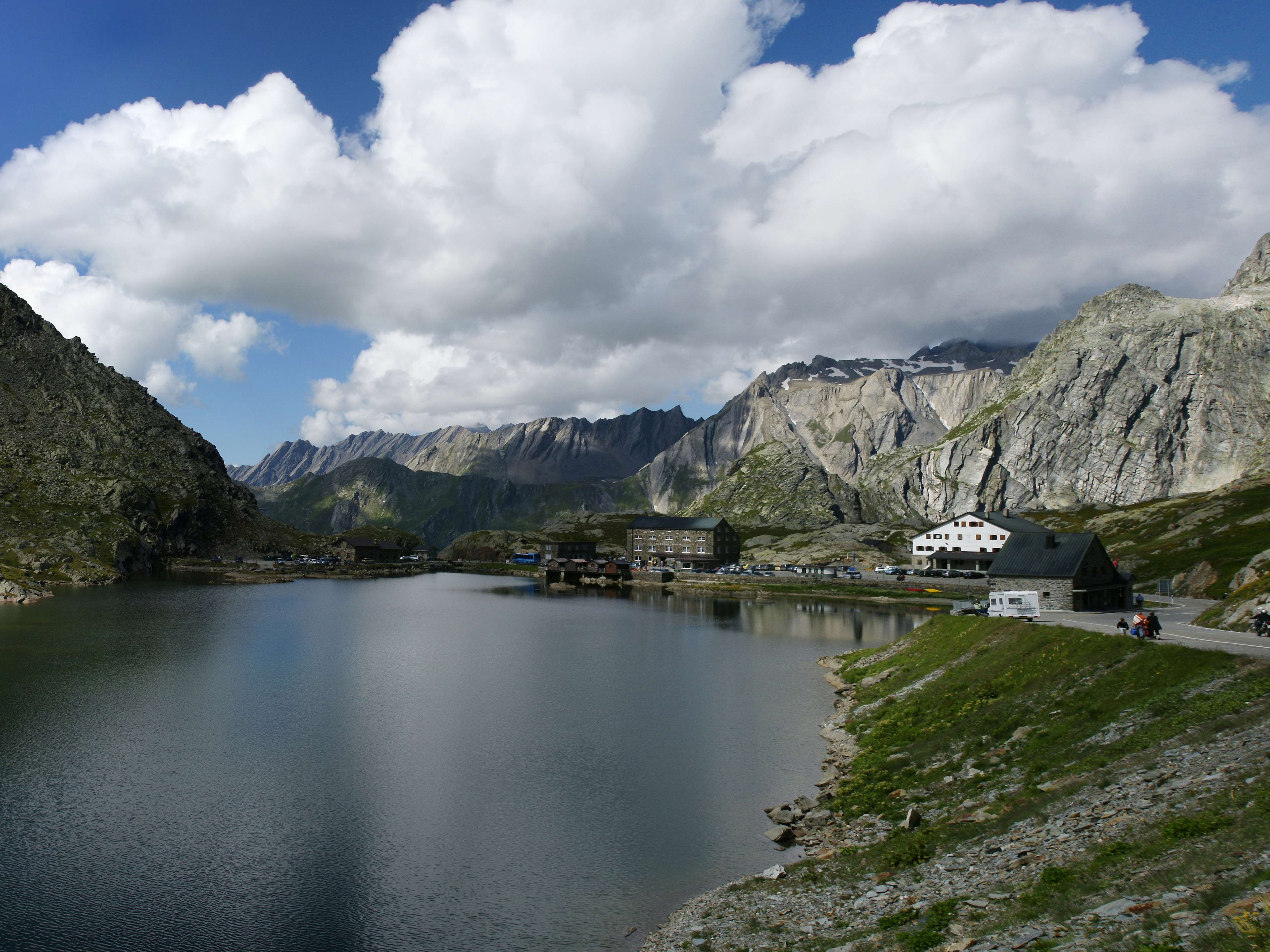
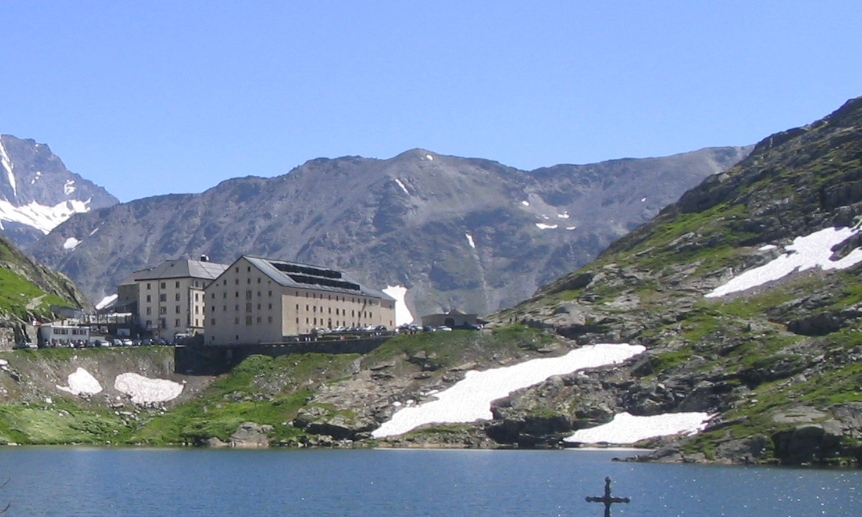
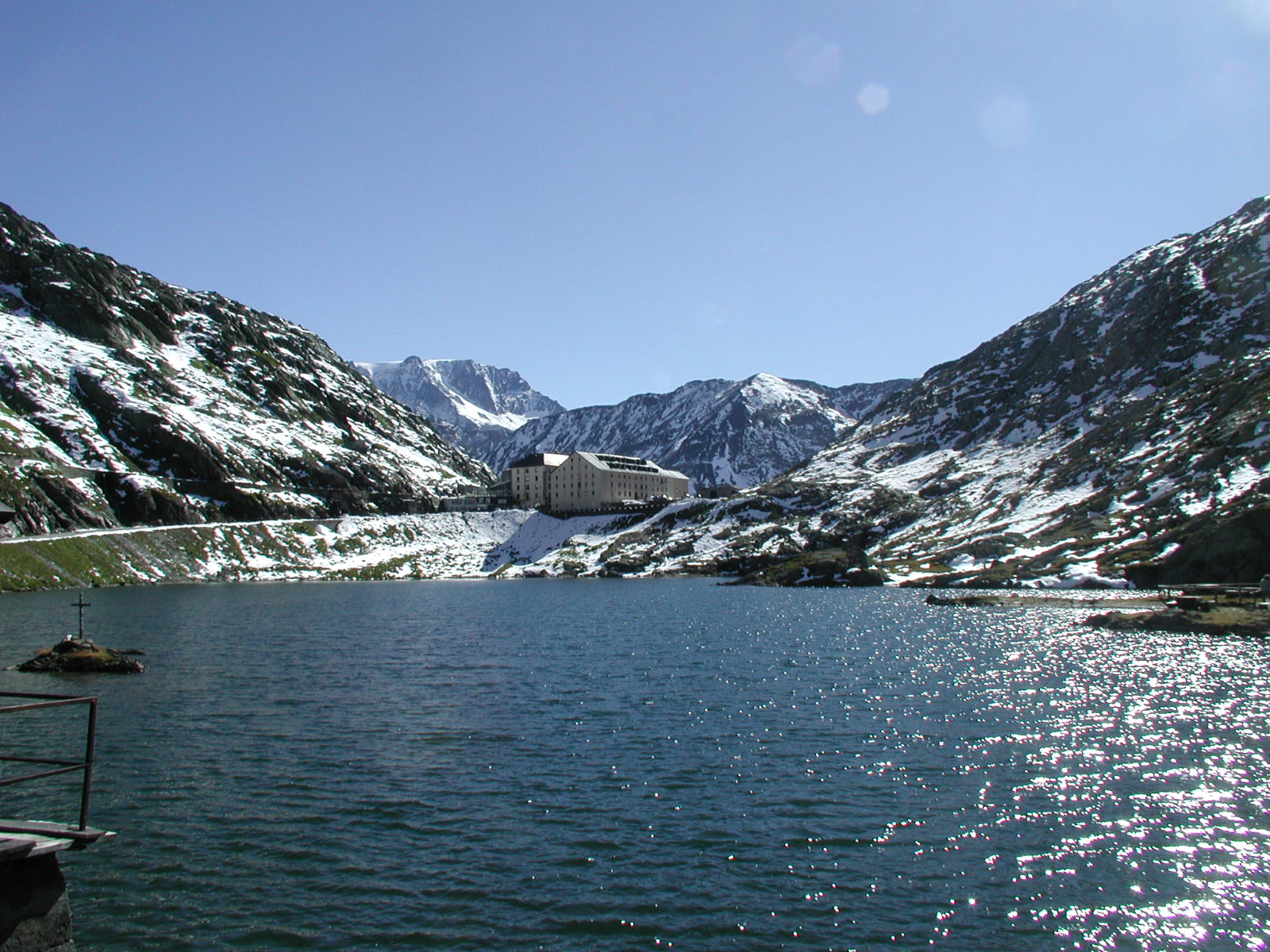